# Jens Lissat
Jens Lissat (* in Pinneberg) ist ein deutscher Musiker und DJ.

## Leben
Lissats DJ-Karriere begann 1980 in Hamburg, wo er amerikanische Discomusik auflegte. Ab 1981 spielte er in der Hamburger Disco Trinity. In den 1980ern legte er im Zeppelin und im Voila in Hamburg auf, bevor er 1987 nach Nordrhein-Westfalen ging, wo er in der Königsburg in Krefeld auftrat.
Ab 1983 entstanden erste Remixe anderer Musikstücke. Lissat veröffentlichte außerdem zahlreiche Bootlegs. Ab 1987 produzierte er eigene Stücke und veröffentlichte mit Work The Housesound eine der ersten deutschen House-Produktionen. Es folgten zahlreiche Tonträger im Bereich Dance, House und Techno.
1989 gelang ihm unter dem Namen Sigmund und seine Freu(n)de der erste Charthit mit einer Coverversion des Stückes Der Erdbeermund. Unter dem Projektnamen Komtur folgte eine weitere Coverversion, Hans Von Stoffeln (Mein Schloss Ist Fertig), angelehnt an ein Stück von Carlos Perón. Lissat produzierte für Kate Yanai einen Remix des Welthits Bacardi Feeling.
Anfang der 1990er Jahre gründete er mit Ramon Zenker die Band Interactive (zunächst Phenomania), mit der er Charthits wie Who is Elvis und Forever Young produzierte. Letzterer erreichte mit mehr als 400.000 verkauften Maxi-Singles Gold-Status. In den 1990er Jahren wandte sich Lissat verstärkt dem Techno zu und trat unter anderem bei der Mayday und der Loveparade auf. Seine Resident Clubs waren das Warehouse in Köln und der Poison Club in Düsseldorf.
Seit 2002 veröffentlicht er zusammen mit Marco Wolters als Lissat & Voltaxx House- und Techhouse-Produktionen. Beide treten auch als DJ-Duo auf.
Lissat betreibt die Musiklabels Tactical Records, Monkey League, Studio3000 Records.

## Produktionen (Auswahl)
- 1987: J. M. Jay & Hardy – Work The Housesound (Metronome)
- 1989: Sigmund Und Seine Freu(n)de – Erdbeermund (EMI Electrola)
- 1990: Off Shore - I can’t take the power (CBS)
- 1991: Phenomania bzw. Interactive – Who Is Elvis (Dance Street)
- 1992: Interactive – Dildo (ZYX)
- 1993: Jens Lissat Project − Energy Flow (R&S Records)
- 1994: Jens Lissat – The Future (No Respect Records)
- 1994: Interactive – Forever Young (Blow Up)
- 1997: Jens Lissat - I can Fly
- 2002: Lissat & Voltaxx – The White Horse (Superstar Recordings)
- 2008: Lissat & Voltaxx – House Music (Ministry of Sound)
- 2011: Lissat & Voltaxx – The Sunken Bells of Ibiza (Great Stuff)
- 2011: Lissat & Voltaxx vs DJ Chus – Vuela Paloma (Toolroom)
- 2013: Lissat & Voltaxx – Sunglasses at Night (Tiger Records)